# ツマトリソウ
ツマトリソウ（褄取草、学名：Trientalis europaea ）は、サクラソウ科ツマトリソウ属の多年草。APG植物分類体系では、ツマトリソウ属はヤブコウジ科に移されている。和名の由来は、花弁の先端にしばしば淡い紅色の縁があり、その色の入り方が鎧の威色目の一つである褄取りに似ているため。

## 特徴
茎の高さは10-15cm。葉は茎に互生し、茎の上部に輪生状につく。葉の形は広披針形で、先が尖り、葉身は長さ2-7cm、幅1-2.5cmになる。花期は6-7月で、先端の葉腋から花柄を伸ばし、白色の径1.5-2cmの花を上向きにつける。花冠は7弁に分かれて咲き、雄しべは7個、雌しべは1個ある。

## 分布と生育環境
日本では北海道、本州、四国に分布し、亜高山の草地、半陰地、林縁に自生する。世界では、北アメリカ、ヨーロッパ、シベリア、アラスカ、朝鮮半島等の温帯及び寒帯に広く分布する。

## 変種

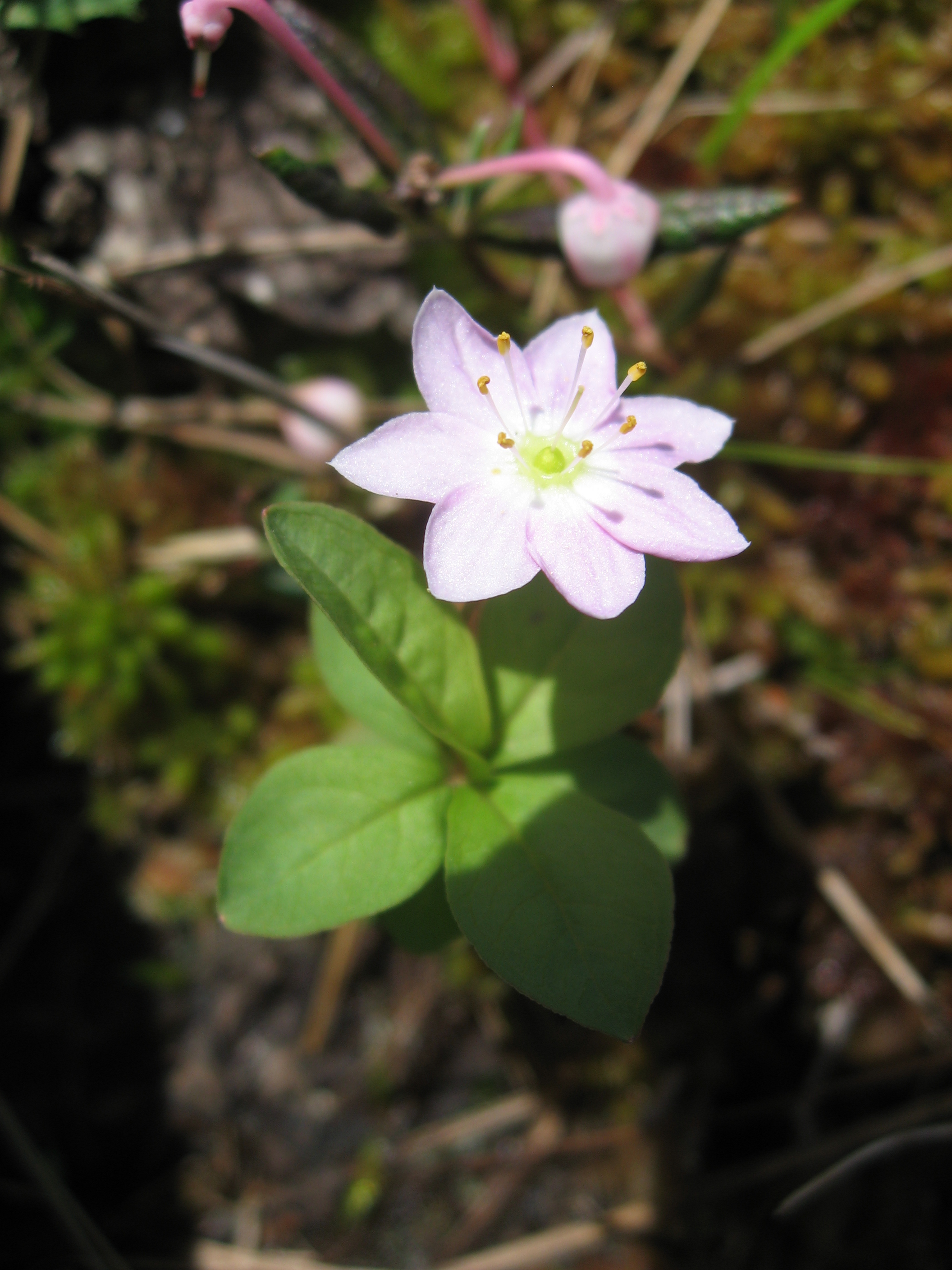
コツマトリソウ
福島県会津地方 2008年7月

変種に、コツマトリソウ（小褄取草、学名：Trientalis europaea L. var. arctica (Fisch. ex Hook.) Ledeb.）があり、ツマトリソウより小型で、葉先がまるく、湿原のミズゴケの中に自生する。